# Rosario (Desamparados)
Rosario – dystrykt w kantonie Desamparados, w prowincji San José, w Kostaryce.

## Geografia
Rosario ma powierzchnię 14.77 kilometrów kwadratowych i leży na wysokości 1,321 m n.p.m..

## Demografia
Według spisu ludności z 2011 roku dystrykt Rosario liczył 3,088 mieszkańców.

## Transport

### Transport drogowy
Przez Rosario biegną następujące drogi krajowe:
- Droga krajowa nr 222
- Droga krajowa nr 304